# Mastomys kollmannspergeri
Mastomys kollmannspergeri és una espècie de mamífer rosegador de la família dels múrids. Viu al nord del Níger, el nord-est de Nigèria, el nord del Camerun, el sud-est del Txad, el sud i est del Sudan i l'extrem septentrional del Sudan del Sud. Ocupa una gran varietat d'hàbitats. És una espècie en risc mínim, és a dir, no sembla que hi hagi cap amenaça significativa per a la seva supervivència. L'espècie fou anomenada en honor del zoòleg alemany Franz Kollmannsperger.